# Ochthocosmus
Ochthocosmus é um género botânico pertencente à família Ixonanthaceae.

## Espécies
- Ochna kirkii
- Ochna serrulata
- Ochroma pyramidale
- Ochrosia elliptica